# 俄羅斯的薇拉·康斯坦丁諾芙娜公主
薇拉·康斯坦丁諾芙娜（俄语：Вера Константиновна，1906年4月24日—2001年1月11日），俄羅斯康斯坦丁·康斯坦丁諾維奇大公的女兒，母親是薩克森-阿爾滕堡的伊莉莎白。

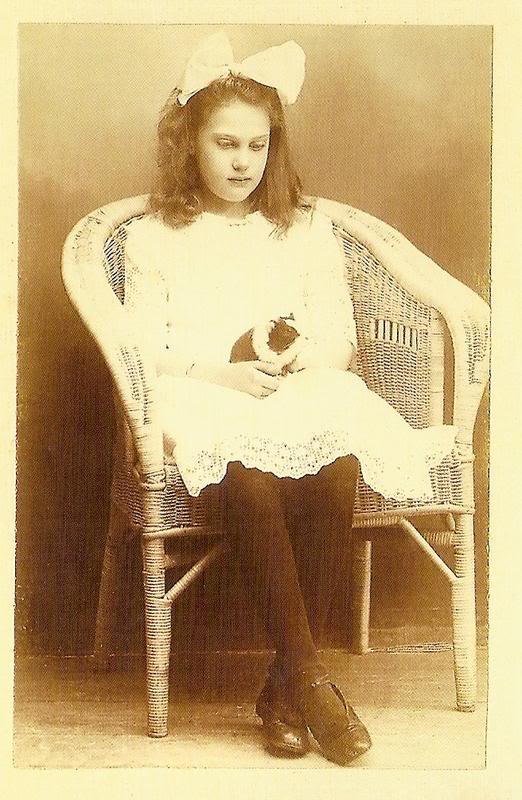
童年時的薇拉·康斯坦丁諾芙娜

薇拉有六個哥哥，其中奧列格在一戰中喪命，另三個在1917年革命爆發後被布爾什維克黨謀殺。最初薇拉的母親帶著她和最小的哥哥格奧爾基先後流亡瑞典、比利時，後來三人於1922年移居德國。1951年，薇拉移居美國，2001年於紐約州奈亞克去世。

## 進一步閲讀
- King, Greg, and Penny Wilson.  Gilded Prism. Eurohistory, 2006. ISBN 0-9771961-4-3
- Zeepvat, Charlotte, The Camera and the Tsars, Sutton Publishing, 2004, ISBN 0-7509-3049-7.
- Exhibition Catalog, Princess Vera Konstantinovna. 100th birthday, Petronii, St Petersburg, 2007. (Russian)
- Princess Vera Constantinovna, Autobiographical articles Kadetskaya pereklichka. Кадетская перекличка No. 3 New York, 1972. (Russian)

## 外部鏈接
- Вера Константиновна （页面存档备份，存于）在俄羅斯